# 損保ジャパン横浜馬車道ビル
損保ジャパン横浜馬車道ビル（そんぽジャパン よこはまばしゃみちビル）は、神奈川県横浜市中区弁天通の馬車道沿いに所在するオフィスビルである。

## 歴史
川崎銀行の本店・支店の建築を数多く手掛けた矢部又吉の設計により、1922年（大正11年）に川崎銀行横浜支店として建設された。矢部は、本建物の北隣の横浜正金銀行本店（現 神奈川県立歴史博物館）を設計した妻木頼黄に師事していた。
1985年春に建て替えの話が持ち上がったが、所有者の判断により解体は免れ、1989年春に、ファサード保存として建物の一部が残される形で改築が完工した。1988年度には、横浜市認定歴史的建造物の第1号として認定された。
所有者変更や損害保険業界再編等の理由により、建物名称は複数回変更されている。

## 建築
旧建物はネオルネッサンス建築で、白い石造りの建物であった。1階には、イタリアによく見られる「ルスティカ積み」と呼ばれる粗さを持たせた仕上げとなっている。改築にあたり、馬車道に面する側の全面と、弁天通り側の一部に旧建物の外壁が使われた。1階の一部を公開空地とすることにより容積率の緩和を受け、従来より高い建物が可能となった。増築部分は、晴れた空をイメージした青いミラーガラスが使用されている。1990年には、日本建設業連合会主催の第31回BCS賞を受賞した。
テナントには損害保険ジャパンの代理店のほか、地下にはバー、一部がドーム状となった最上階にはステーキハウスが営業している。